# Giuseppe Vastapane
Giuseppe Vastapane (Chieri, 28 aprile 1901 – Torino, 15 aprile 1985) è stato un imprenditore italiano, appassionato di sport e presidente del Torino Football Club nella stagione 1930-31.

## Biografia
Giuseppe Vastapane nacque in una famiglia di industriali chieresi del settore tessile vicina alla famiglia reale dei Savoia. Si diplomò in ragioneria e si dedicò alla gestione delle aziende di famiglia.
Rimasto orfano di entrambi i genitori nel 1923, si occupò anche dell'educazione dei quattro fratelli minori (Marco, Rita, Riccardo e Bianca). Si sposò nel 1924 con Silvia Patarchi, dalla quale ebbe il figlio Giacomo. 
Gli anni '50 e '60 furono caratterizzati da diversi eventi nefasti: rimase vedovo, le aziende di famiglia subirono un tracollo finanziario e rimase gravemente ferito in un incidente stradale da lui stesso provocato. Al termine della convalescenza che ne seguì, rimasto solo ed in condizioni economiche precarie, trascorse l'ultima parte della sua vita a Torino, ospite di una famiglia di ceto medio, che gli era riconoscente per il sostegno da lui ricevuto durante i difficili anni del secondo dopoguerra.  In quel periodo, trascorso in ristrettezze economiche, ricevette manifestazioni di gratitudine anche dai fratelli minori e dall'amico Giulio Bolaffi, noto filatelista torinese.  
Morì a Torino e riposa nella tomba di famiglia presso il cimitero di Chieri.

## Onorificenze
Nel 1924 fu nominato Commendatore dell'Ordine di San Gregorio Magno dal Pontefice Pio XI e Cavaliere dell'Ordine della Corona d'Italia da Re Vittorio Emanuele III.